# 恩特里-伊茹伊斯
恩特里-伊茹伊斯是巴西南大河州的一个市镇。总面积552.545平方公里，总人口9126人，人口密度16.5人/平方公里。